# Xavier Lagarde
Pour les articles homonymes, voir Lagarde.
Xavier Lagarde est un juriste français, auteur de plusieurs ouvrages. Il a été professeur de droit privé à l'université Paris Ouest Nanterre La Défense (Paris X) jusqu'en 2017, et avocat au barreau de Paris. Il est actuellement professeur de droit à l'Université Panthéon-Sorbonne (Paris 1).
Agrégé des facultés de droit, il a été membre de l’Institut universitaire de France de 1998 à 2003 et est membre du Centre du Droit civil des affaires et du Contentieux économique (CDCACE) à Paris X. Il est aussi l'un des administrateurs de l'Institut PRESAJE (Prospective, Recherches, et Études Sociétales Appliquées à la Justice et à l'Économie), association (sur le modèle des think tank anglo-saxons) consacrée à l'étude de questions liées à l'économie, au droit et la justice.
Il co-dirige le Master 2 professionnel - Contentieux des affaires de l'Université Panthéon-Sorbonne (Paris 1).
Il dirigeait l'Institut d'Études à Distance de l'École de Droit de la Sorbonne (IED-EDS), institut crée en remplacement du Centre audiovisuel d'études juridiques.

## Principales publications
- 1998, Réflexion critique sur le droit de la preuve LGDJ / Montchrestien  (ISBN 2275004491)
- 2003, Le travail, autrement, Presage  (ISBN 2844460798)
- 2003, L'endettement des particuliers, réédition, Joly  (ISBN 2907512838)
- 2009, Juste capitalisme : Essai sur la volonté de croissance, Litec  (ISBN 2711013510)